# Spin (Darren Hayes)
Spin è il primo album in studio da solista del cantante australiano Darren Hayes (ex membro dei Savage Garden), pubblicato nel 2002.

## Tracce
1. Strange Relationship – 5:02
2. Insatiable – 5:10
3. Heart Attack – 5:04
4. I Miss You – 5:30
5. Creepin' Up on You – 4:53
6. Dirty – 4:45
7. Crush (1980 Me) – 4:00
8. Good Enough – 6:11
9. I Can't Ever Get Enough of You – 5:16
10. Like It or Not – 6:20
11. What You Like – 5:38
12. Spin – 4:22

## Classifiche
| Classifica (2002) | Posizione raggiunta |
| ----------------- | ------------------- |
| Regno Unito       | 2                   |
| Stati Uniti       | 35                  |